# Parc Nacional de Karula
El Parc Nacional de Karula és un parc nacional al sud d'Estònia. Es va establir el 1979 com a àrea protegida i el 1993 es va convertir en parc nacional. És el parc nacional més petit d'Estònia.
El parc es troba a les parròquies d'Antsla i Rõuge al comtat de Võru i a la parròquia de Valga al comtat de Valga. El parc cobreix gairebé un terç de les terres altes de Karula i es caracteritza per la seva topografia muntanyosa, molts llacs, una gran biodiversitat i un paisatge cultural tradicional. La flora del parc nacional és rica, i inclou diverses espècies a la llista vermella d'Estònia, com l’orquídia bàltica, el tintorell i la Botrychium matricariifollium; l'últim només es troba en tres llocs d'Estònia, i Karula és un d'ells. La fauna també inclou espècies inusuals i amenaçades, com ara el Myotis dasycneme, l'Àguila pomerània i la cigonya negra. Els mamífers com els ants, els linxs i els turons són comuns.

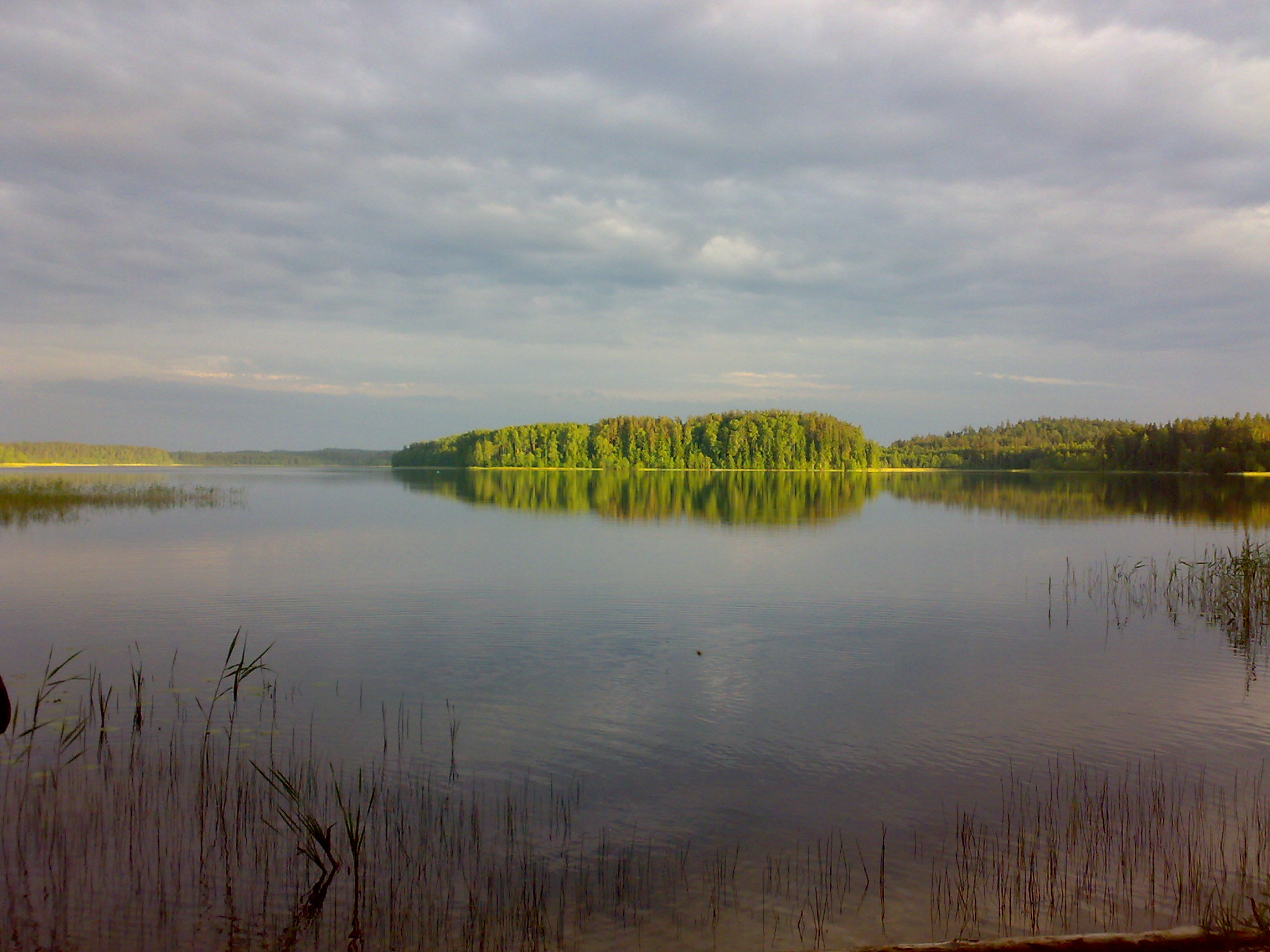
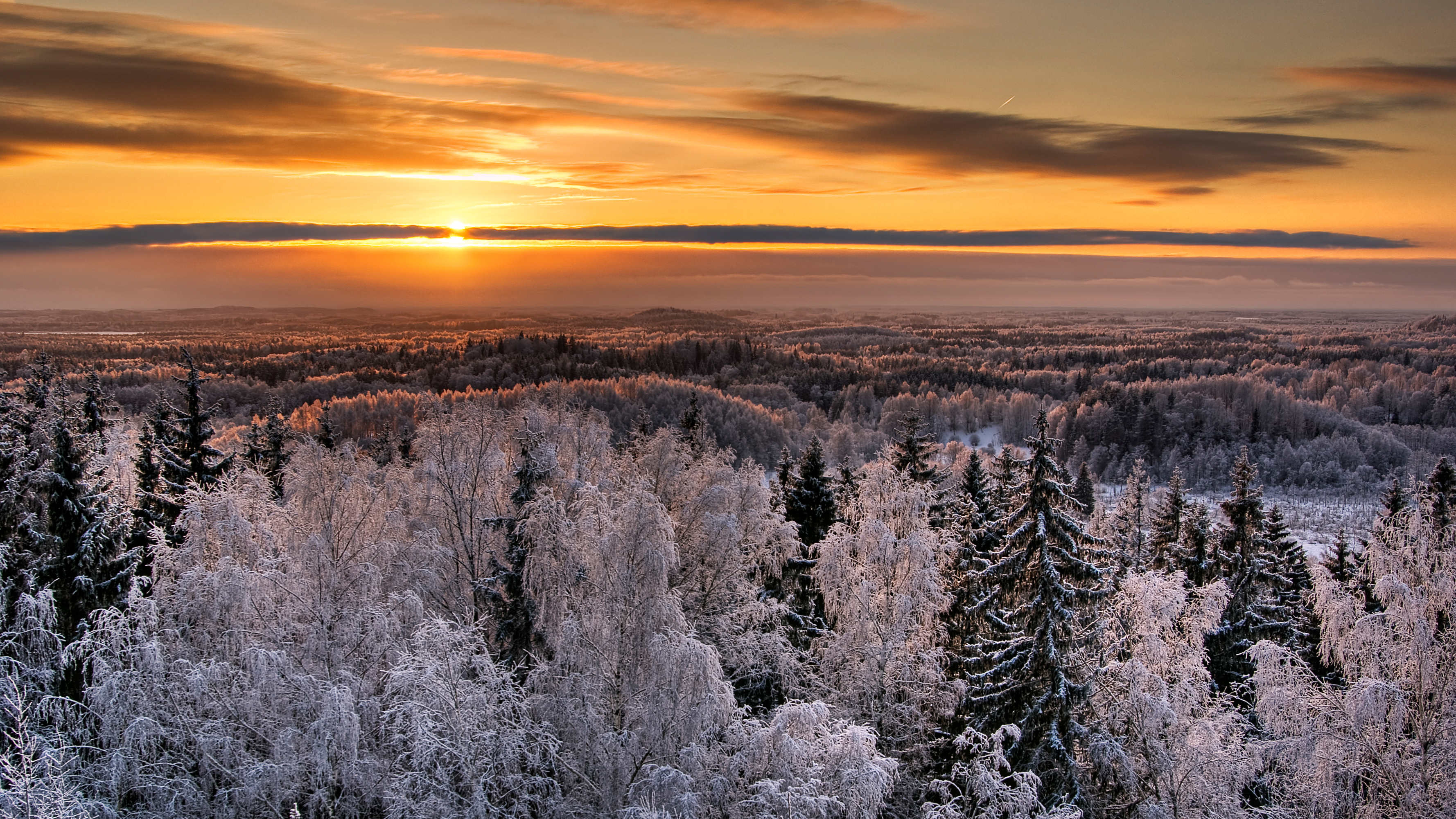
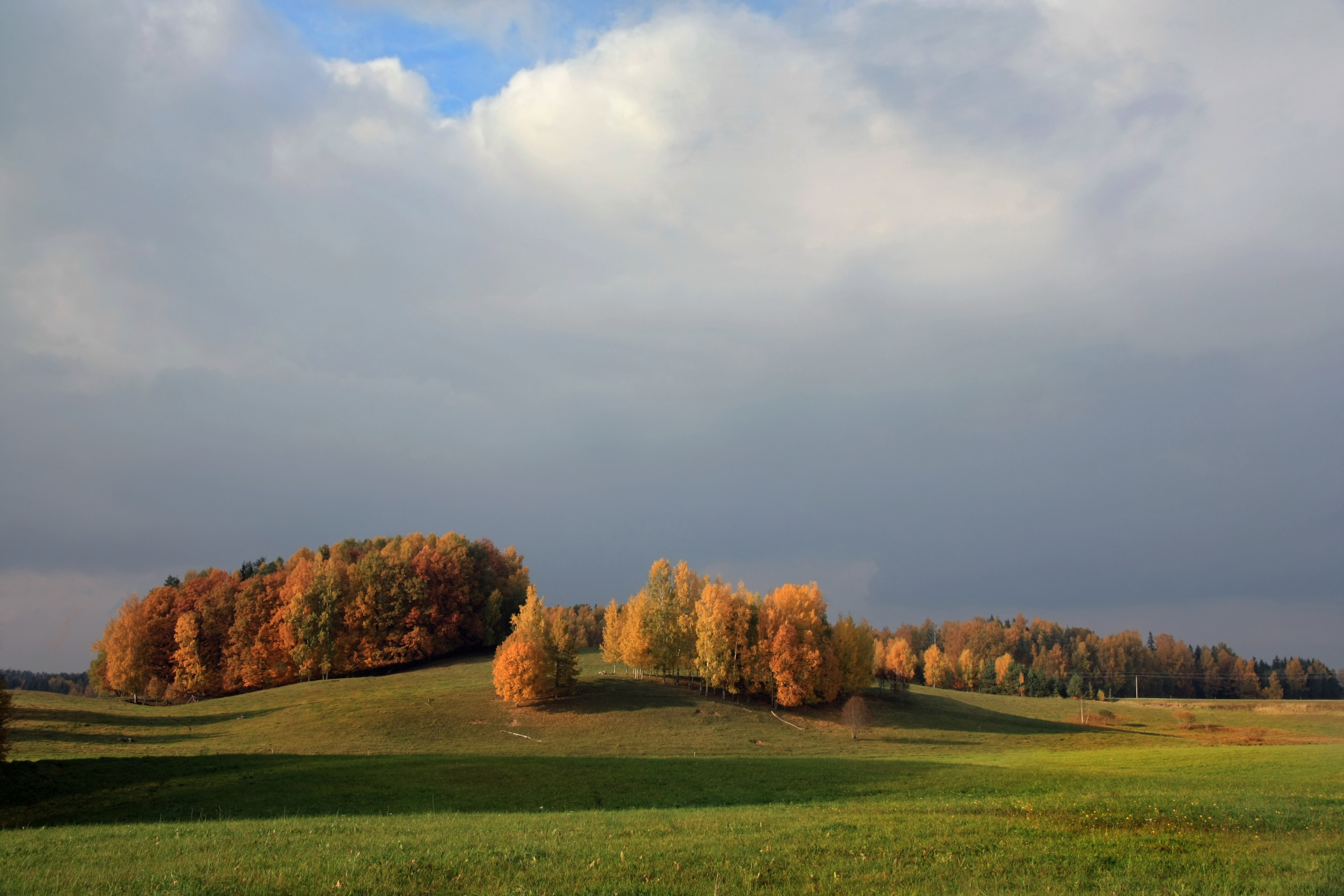
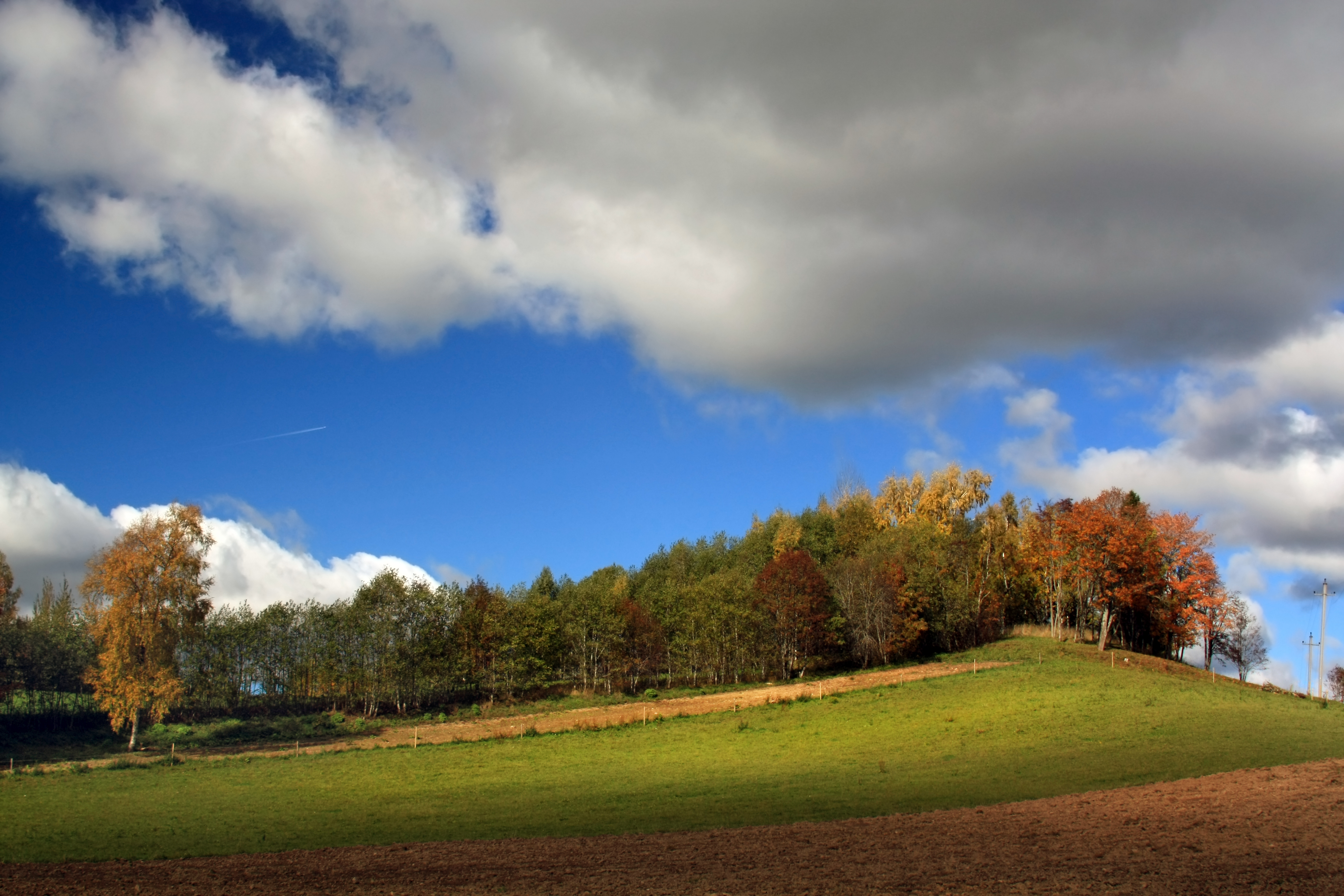